# Танер Али
Танер Мехмед Али е български политик, в три последователни мандата е кмет на община Антоново, издигнат от ДПС. Негова съпруга и съпартийка е Севим Али.

## Биография
Танер Али е роден на 28 март 1973 година в град Търговище, България. Завършва в Национална спортна академия – София, а по-късно специалност „Турска филология“ в ШУ „Епископ Константин Преславски“.
В периода от 1997 до 2001 година е учител по турски език в село Подгорица, община Търговище. От 2001 до 2003 година е старши експерт в Отдел „Регионално развитие“ в областна администрация Търговище.
На 19 януари 2013 година Танер Али присъства като делегат на VIII национална конференция на ДПС в НДК, при която 25-годишният Октай Енимехмедов се опитва да стреля с газов пистолет в главата на Ахмед Доган. Малко по късно Енимехмедов е неутрализиран, но е бит пред камерите на редица български медии от Танер Али и други делегати.

### Политическа кариера
През 2003 година става кмет на град Антоново, който управлява в три последователни мандата.

#### Избори
На местните избори през 2007 година е избран за кмет от листата на ДПС, печели на първи тур с 57,62 %, втори след него е Марко Марков от БСП с 24,11 %
На местните избори през 2011 година е избран за кмет от листата на ДПС, печели на първи тур с 50,88 %, втори след него е Елка Станчева от ГЕРБ с 19,54 %.